# Athelstan av England
Athelstan, född cirka 895, död 27 oktober 939, var kung av Wessex 924–927 och av England 927–939.

## Biografi
Athelstan var son till Edvard den äldre, som han efterträdde 2 augusti 924. Hans legitimitet har ifrågasatts, då hans mor först beskrevs som dottern till en fattig fåraherde, men senare beskrevs hon som "adelsdam". 

### Politiskt och militärt liv
Athelstan betraktas ofta som den första riktige engelske kungen. Han åstadkom betydande militära framgångar gentemot sina fiender, däribland vikingarna, och utökade sin makt till delar av Wales och Cornwall. Hans största seger över en fiendeallians var den över Konstantin II av Skottland i Slaget vid Brunanburh 937. 
Trots att han etablerade många allianser med hjälp av sin familj, hade han inga egna barn. Han uppfostrade Håkon Adalsteinsfostre (vars tillnamn betyder just "Athelstans fosterson"), som senare skulle bli kung av Norge.

### Utländska kontakter
Athelstans hov var i kontakt med övriga Europa; hans halvsystrar giftes in i adelsfamiljer i Europa vilket utländska besökare såg till. Bland dem fanns Egil Skallagrímsson, huvudperson i den isländska Egils saga.

### Död
Athelstan var religiös och gav generöst till kyrkan i Wessex. Då han dog 939 i Gloucester begravdes han hellre i sin favoritkyrka än med sin släkt i katedralen i Winchester. Det finns inget i graven under statyn längre, kungens reliker gick förlorade i samband med klosterupplösningen 1539. Kvarlevorna kan ha förstörts av kungens utsända eller hunnit gömmas innan de kom för att stänga klosterkyrkan.
Athelstan efterträddes av sin yngre halvbror Edmund den magnifike.

## Galleri

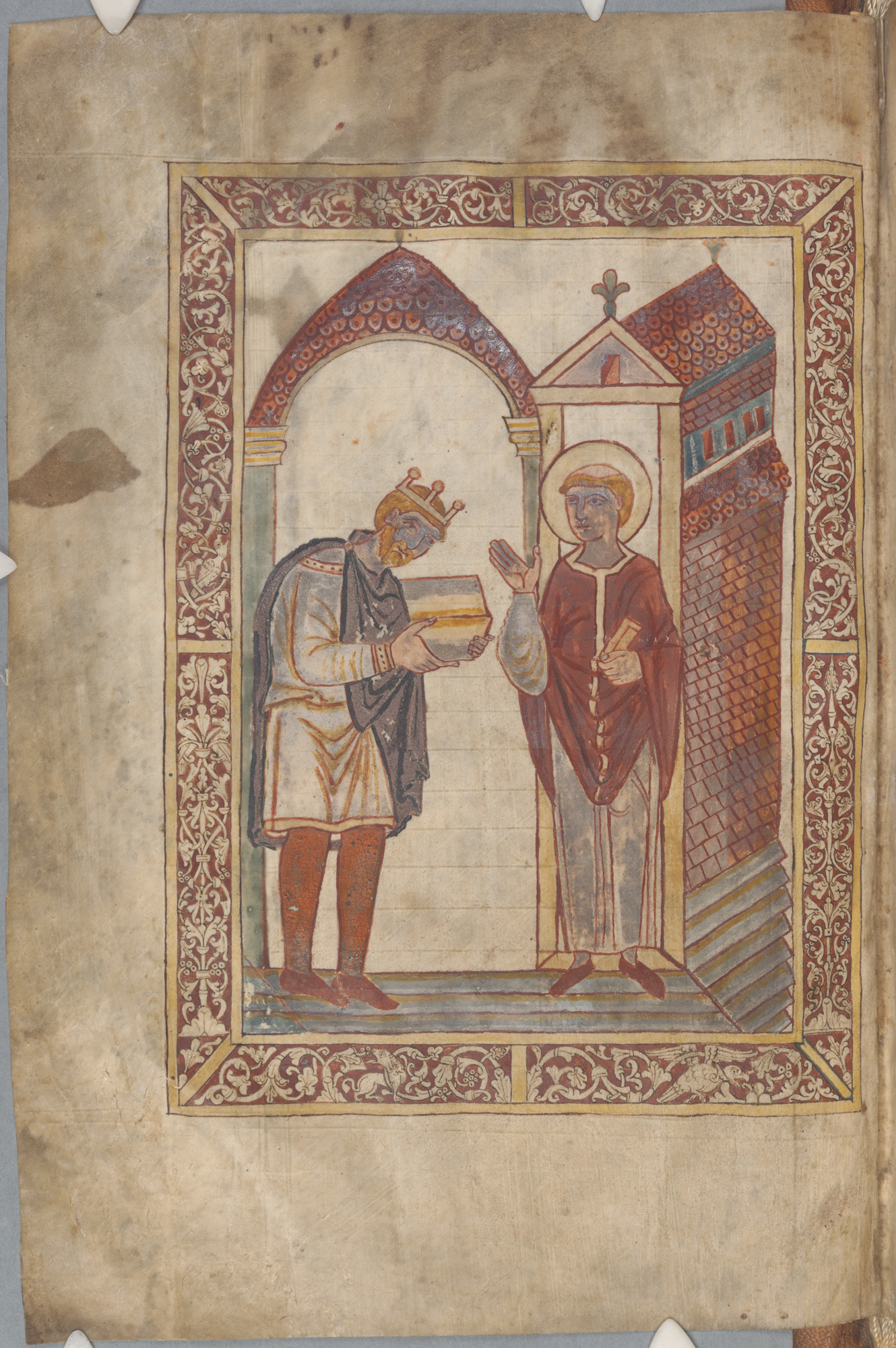
Athelstan av England till vänster